# Oestrus gvozdevi
Oestrus gvozdevi är en tvåvingeart som beskrevs av Grunin 1950. Oestrus gvozdevi ingår i släktet Oestrus och familjen styngflugor. Inga underarter finns listade i Catalogue of Life.